# GMC Sonoma
GMC Sonoma – samochód osobowy typu pickup klasy średniej produkowany pod amerykańską marką GMC w latach 1981 – 2003. 

## Pierwsza generacja

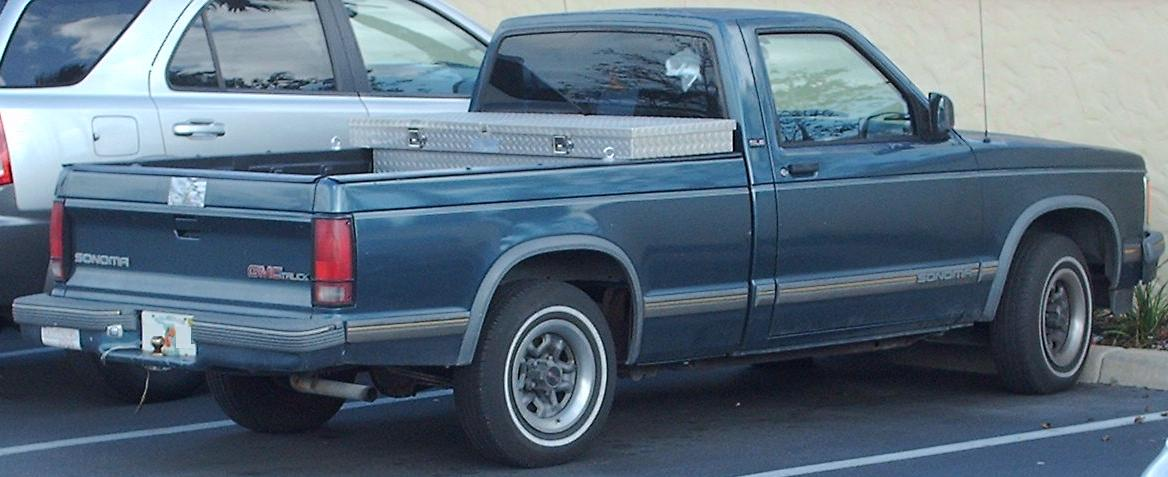
GMC S-15 - tył

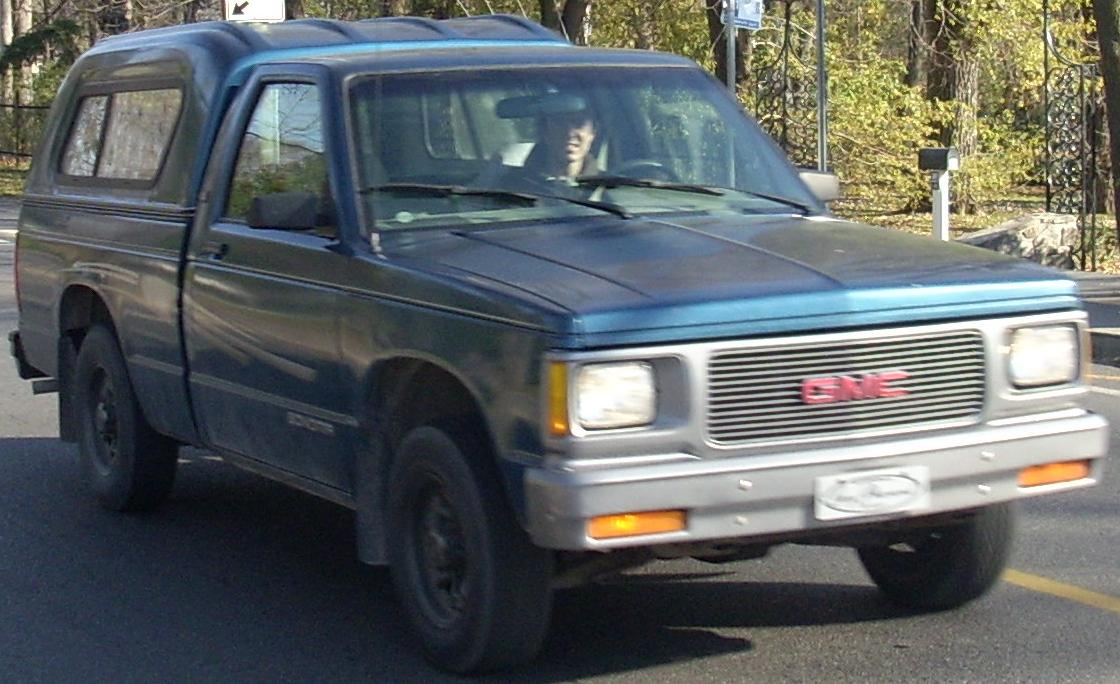
GMC Sonoma I po liftingu

GMC Sonoma I został zaprezentowany po raz pierwszy w 1981 roku. 
Podstawowy pickup w ofercie GMC pojawił się w 1981 roku, podobnie jak inne modele w ówczesnej ofercie marki - będący bliźniaczą konstrukcją pojazdu Chevroleta, w tym przypadku, debiutującego w Ameryce Północnej równolegle S-10. Samochód zadebiutował pod nazwą GMC S-15, pod którą oferowany był przez pierwsze 9 lat produkcji. Pojazd odróżniał się innym wyglądem atrapy chłodnicy, a także nieznacznie zmodyfikowaną listą opcji wyposażeniowych i wariantów silnikowych. 

### Lifting i zmiana nazwy
W 1990 roku samochód przeszedł modernizację. Zmieniona została nazwa na GMC Sonoma, a  w ramach restylizacji przemodelowano wygląd pasa przedniego. Zmienił się kształt zderzaków, reflektory, a także atrapa chłodnicy. 

### Silniki
- L4 1.9l LR1
- L4 2.0l LQ2
- L4 2.2l LQ7
- L4 2.5l L38
- L4 2.5l LN8
- V6 2.8l LR2
- V6 2.8l LL2
- V6 4.3l L35
- V6 4.3l LB4

## Druga generacja

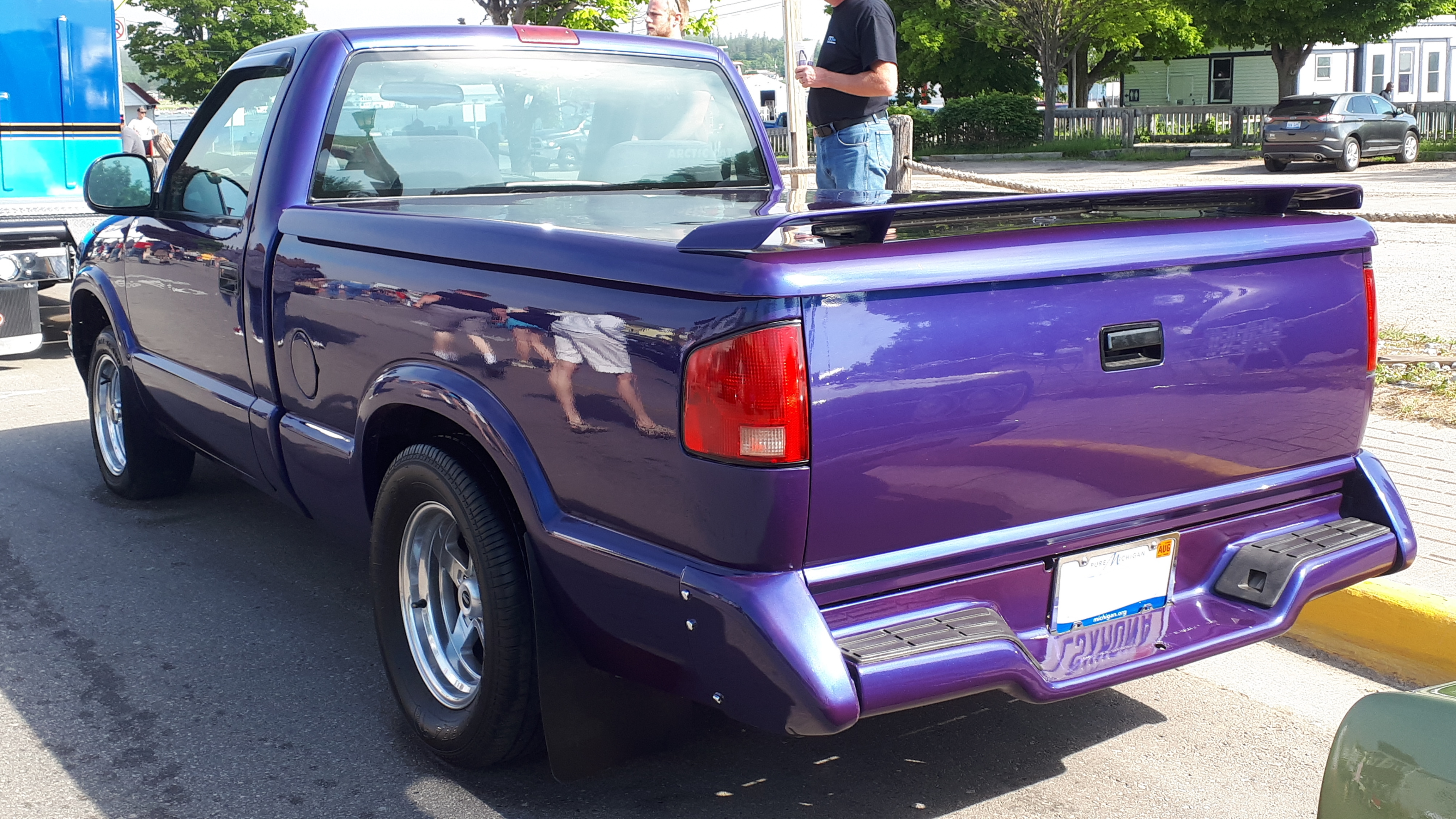
GMC Sonoma II - tył

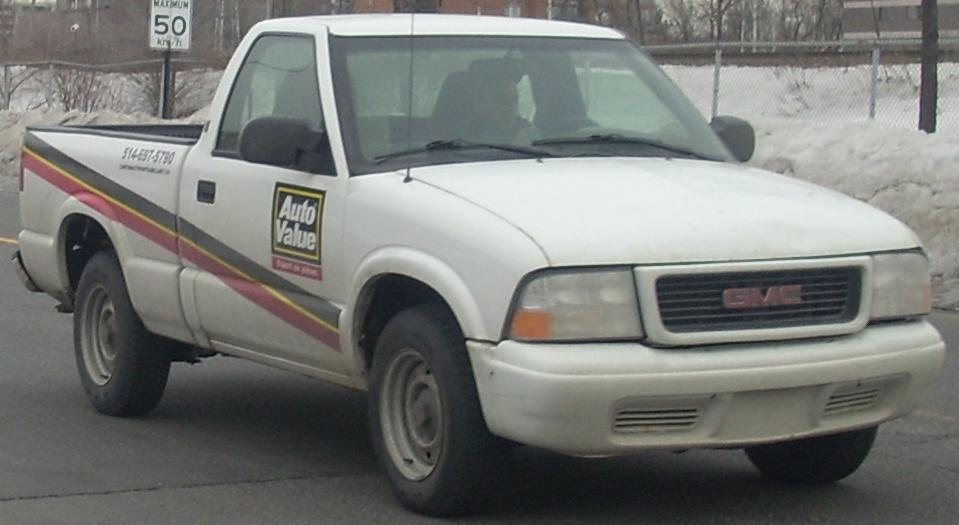
GMC Sonoma II po liftingu

GMC Sonoma II został zaprezentowany po raz pierwszy w 1993 roku.
Drugie wcielenie GMC Sonoma trafiło na rynek w 1993 roku, ponownie jednocześnie z bliźniaczym Chevroletem S-10. Pod względem sylwetki, samochód przeszedł ewolucyjny zakres zmian, zyskując mniej kanciaste proporcje i zaokrąglone lampy. GMC zdecydowało się też na więcej akcentów stylistycznych odróżniających Sonomę II od bliźniaczego Chevroleta. Zamiast chromowanej atrapy chłodnicy, pojawiły się większe reflektory i większy wlot powietrza z dużym logo firmowym.

### Lifting
W 1998 roku GMC rodzina zarówno pokrewne GMC Jimmy i Chevrolet Blazer, jak i GMC Sonoma i Chevrolet S-10, przeszły gruntowną modernizację. Samochód otrzymał inne, większe reflektory, a także większą atrapę chłodnicy i inny wygląd zderzaków.

### Silniki
- L4 2.2l LN2
- V6 4.3l LB4